# Lombang Laok
Lombang Laok is een bestuurslaag in het regentschap Bangkalan van de provincie Oost-Java, Indonesië. Lombang Laok telt 1513 inwoners (volkstelling 2010).